# Straight from the Heart (Rudimental)
Straight from the Heart è un singolo del gruppo musicale britannico Rudimental, pubblicato il 18 giugno 2021 come quinto estratto dal quarto album in studio Ground Control.

## Descrizione
Il brano è un omaggio all'omonimo singolo di Shanks & Bigfoot (all'epoca noti come Doolally) e ha visto la partecipazione vocale della cantante britannica Nørskov, scelta dal gruppo dopo averla scoperta tramite Anne-Marie che la faceva da mentore durante The Voice UK.

## Video musicale
Il video, diretto dai JaK, è stato reso disponibile il 25 giugno 2021 attraverso il canale YouTube del gruppo ed è incentrato sulla presenza costante del lockdown, mostrando una persona con un boombox in testa che vuole a tutti i costi uscire a festeggiare nonostante i vari scontri che ha con varie persone.

## Tracce
Testi e musiche di Piers Aggett, Amir Amor, Leon Rolle, Kesi Dryden, Morgan Connie Smith, James Newman, Olivia Rebecca Devine, Daniel Langsman, Stephen Meade e Sophie Frances Cooke.
Download digitale
1. Straight from the Heart (feat. Nørskov) – 3:28

Download digitale – Jaden Thompson Remix
1. Straight from the Heart (feat. Nørskov) (Jaden Thompson Remix) – 3:28

Download digitale – Jess Bays Remix
1. Straight from the Heart (feat. Nørskov) (Jess Bays Remix) – 3:40

## Formazione
Gruppo
- Piers Aggett – programmazione della batteria, sintetizzatore
- Amir Amor – programmazione della batteria, chitarra
- Kesi Dryden – programmazione della batteria, sintetizzatore
- Leon Rolle – percussioni, tastiera

Altri musicisti
- Leona "Nørskov" Jørgensen – voce
- Morgan – cori
- Mark Crown – tromba
- Taurean Antonie-Chagar – sassofono
- Harry Brown – trombone

Produzione
- Rudimental – produzione
- Tom Demac – produzione aggiuntiva
- Greg Freeman – missaggio
- Conor Bellis – ingegneria del suono
- Cameron Gower Poole – produzione vocale
- Kevin Grainger – mastering